# Буранов, Бахрамкул
Бахрамкул Буранов (1914 — после 1973) — советский узбекский хозяйственный и государственный деятель.

## Биография
Родился в 1914 году на территории современной Самаркандской области. Член КПСС.
С 1930 года — на хозяйственной, общественной и политической работе. В 1930—1973 гг. — комсомольский и партийный работник в Самаркандской области Узбекской ССР, секретарь Ак-Дарьинского райкома КП(б) Узбекистана по кадрам, партийный работник в Самаркандской области, первый секретарь Самаркандского райкома КП Узбекистана, первый секретарь Ургутского райкома КП Узбекистана, первый секретарь Иштыханского райкома КП Узбекистана, первый секретарь Самаркандского райкома КП Узбекистана.
Избирался депутатом Верховного Совета Узбекской ССР 4-го, 5-го, 7-го, 8-го созывов.
Умер после 1973 года.